# Ernest William Moir
Sir Ernest William Moir (9 de junho de 1862 — 14 de junho de 1933) foi um engenheiro civil e o primeiro barão Moir. Ele é creditado com a invenção da primeira câmara médica, enquanto trabalhava no túnel do rio Hudson, em Nova York em 1889.

## Início da vida

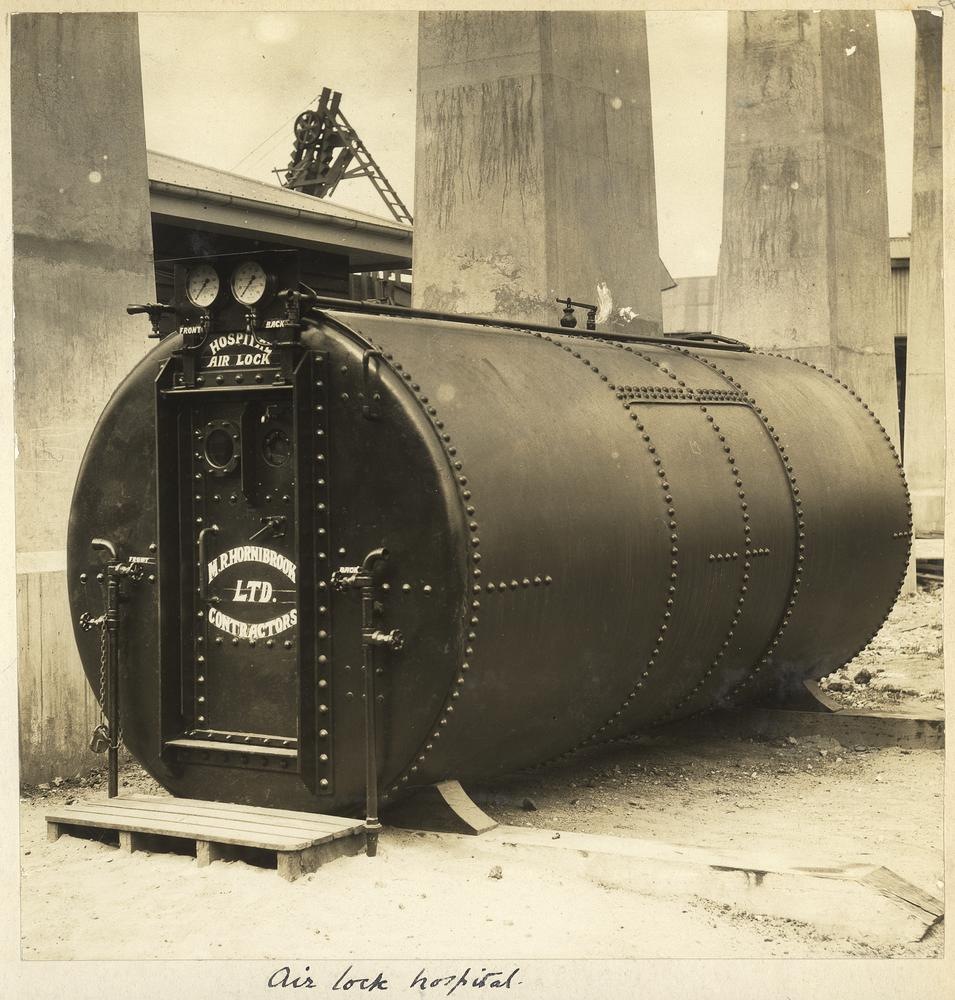
Modelo de câmara criado por William Moir.

O filho de Alexander Mitchell Moir e de ascendência escocesa, ele nasceu em Londres e foi educado na Universidade College School. Ele estudou engenharia na University College London antes de se juntar a firma de William Arrol em Glasgow, onde começou a trabalhar no escritório de desenho. No início da carreira ele também entrou em contato próximo com John Fowler, Benjamin Baker e John Wolfe Barry.